# Reference News
Reference News (en mandarin : 参考消息) est un quotidien chinois, écrit en mandarin. C'est le quotidien le plus diffusé de Chine devant Le Quotidien du Peuple. Il est publié par Xinhua, il est constitué d'articles d'agences de presses étrangères. Il était une importante source d'information vis-à-vis du monde extérieur pour la population jusque dans les années 1980.